# 주혈흡충증
주혈흡충증(住血吸虫症, schistosomiasis, bilharzia, snail fever, Katayama fever)은 주혈흡충 형태의 연충류로 발생하는 질병이다. 요로나 창자를 감염시킬 수 있다. 증상으로는 복통, 설사, 피똥, 혈뇨가 포함된다. 어린이의 경우 저성장, 학습 장애를 일으킬 수 있다.

## 분류
주혈흡충증의 종들은 사람을 감염시킬 수 있다:
- 만손주혈흡충(Schistosoma mansoni, ICD-10 B65.1), 장간막주혈흡충(Schistosoma intercalatum, B65.8)
- 빌하르쯔주혈흡충(Schistosoma haematobium, B65.0)
- 일본주혈흡충(Schistosoma japonicum, B65.2), 메콩주혈흡충(Schistosoma mekongi, B65.8))

## 참고 문헌
- Freitas, A.R.R.; Angerami, R.N. (2013). 〈Spinal Cord Schistosomiasis〉.   El Ridi, R. 《Parasitic Diseases — Schistosomiasis》. InTech. doi:10.5772/55787. ISBN 978-953-51-0942-6.